# 阿尔法拉斯-德萨亚戈
阿尔法拉斯-德萨亚戈（西班牙語：Alfaraz de Sayago）是西班牙卡斯蒂利亚-莱昂萨莫拉省的一个市镇。总面积73平方公里，总人口197人（2001年），人口密度3人/平方公里。